# Віллоу-Спрінгс (Іллінойс)
Віллоу-Спрінгс (англ. Willow Springs) — селище (англ. village) в США, в округах Кук і Дюпаж штату Іллінойс. Населення — 5857 осіб (2020).

## Географія
Віллоу-Спрінгс розташований за координатами 41°44′4″ пн. ш. 87°53′3″ зх. д. / 41.73444° пн. ш. 87.88417° зх. д. (41.734543, -87.884169).  За даними Бюро перепису населення США в 2010 році селище мало площу 10,67 км², з яких 10,40 км² — суходіл та 0,27 км² — водойми.

## Демографія
Згідно з переписом 2010 року, у селищі мешкали 5524 особи в 2244 домогосподарствах у складі 1555 родин. Густота населення становила 518 осіб/км².  Було 2404 помешкання (225/км²).
Расовий склад населення:
| - 91,9 % — білих - 2,6 % — азіатів - 1,0 % — чорних або афроамериканців - 2,7 % — осіб інших рас |

До двох чи більше рас належало 1,7 %. Частка іспаномовних становила 8,5 % від усіх жителів.
За віковим діапазоном населення розподілялося таким чином: 19,9 % — особи молодші 18 років, 65,5 % — особи у віці 18—64 років, 14,6 % — особи у віці 65 років та старші. Медіана віку мешканця становила 44,7 року. На 100 осіб жіночої статі у селищі припадало 100,4 чоловіків;  на 100 жінок у віці від 18 років та старших — 97,9 чоловіків також старших 18 років.
Середній дохід на одне домашнє господарство  становив 102 632 долари США (медіана — 77 770), а середній дохід на одну сім'ю — 122 826 доларів (медіана — 93 191). Медіана доходів становила 64 531 долар для чоловіків та 51 914 долари для жінок. За межею бідності перебувало 6,5 % осіб, у тому числі 3,1 % дітей у віці до 18 років та 4,0 % осіб у віці 65 років та старших.
Цивільне працевлаштоване населення становило 3023 особи. Основні галузі зайнятості: освіта, охорона здоров'я та соціальна допомога — 24,0 %, науковці, спеціалісти, менеджери — 12,5 %, оптова торгівля — 10,1 %, виробництво — 9,6 %.